# Ataxie
Ataxia se definește ca o incapacitate de a coordona activitatea musculară în timpul mișcării voluntare, în absența oricărui deficit al forței musculare; pot fi afectate ritmul, amplitudinea, coordonarea, direcția și forța mișcării. 
Poate interesa membrele superioare și inferioare, capul sau trunchiul. Cel mai des este cauzată de o leziune cerebeloasă (ataxie cerebeloasă)  sau a coloanei posterioare a măduvei spinării, mai rar de o leziune a lobului frontal (ataxie frontală Bruns), o leziune parieto-occipitală (ataxia optică) sau o leziune a proprioceptorilor (ataxia senzorială). Ataxia poate fie să împiedice executarea mișcării (ataxie cinetică), fie să împiedice adaptarea contracțiilor musculare necesare menținerii posturii în ortostatism sau în poziție așezată (ataxie statică).
Cel mai întâlnit tip este ataxia Friederich care apare la vârsta de trei-cinci ani și are o evoluție lentă, ducând, până la 20 de ani, la incapacitate totală. Nu există un tratament specific adecvat. Poate fi cauzată de dereglări metabolice, leziuni cerebrale sau de toxine.
Termenul ataxie provine din cuvintele grecești: a = absența, taxis = ordonare, aranjare.